# دبیرخانه بخش واوونیای شمالی
واوونیا دیویسینل سکرتریت شمالی (به لاتین: Vavuniya North Divisional Secretariat) یک منطقهٔ مسکونی در سری‌لانکا است که در منطقهٔ واوونیا واقع شده‌است.